# Onkamojärvi
Onkamojarvi (rus. Онкамоярви) je jezero u općini Salla, Laponija, Finska. Nalazi se na granici Finske i Rusije, a veći dio jezera nalazi se na finskoj strani granice. Površina jezera je na 290,5 metara nadmorske visine, a površina mu je oko 18  km2.  U jezeru se nalaze 32 otoka,  uključujući Kallunkisaari, Karvastekemäsaari, Kätkänsuusaari, Lujesaaret, Majavasaari, Markuksen aittasaari, Nilisaari, Oravasaari, Paltsarsaari, Peurasaari, Saaranpaskantamasaari, Talvitiensuusaari, Tossonsaari i Vitsinsaari.

## Vanjske poveznice
|  | Zajednički poslužitelj ima još gradiva o temi Onkamojärvi |

- [https://web.archive.org/web/20120320113722/http://mapq35.narod.ru/map2/index11.html Popis karata Q-35-XI,XII Kuolaârvi. Mjerilo: 1:200 000.